# Rondu
Rondu is een dorp in de Belgische provincie Luxemburg. Het ligt in Remagne, een deelgemeente van Libramont-Chevigny. Rondu ligt twee kilometer ten zuiden van het dorpscentrum van Remagne. Een halve kilometer ten noorden van Rondu ligt het gehucht Nimbermont, een halve kilometer ten oosten het gehucht Chenet.

## Geschiedenis
Op de Ferrariskaart uit de jaren 1770 staat het dorp Rondu aangeduid, omgeven door de gehuchten Nibermont en Chenet. Op het eind van het ancien régime werd Rondu een gemeente, maar deze werd in 1823 weer opgeheven en bij Remagne gevoegd. In 1977 werd Remagne met daarin Rondu een deelgemeente van Libramont-Chevigny.

## Bezienswaardigheden
- de Église Saint-Étienne

Deelgemeenten: Bras · Freux · Libramont · Moircy · Recogne · Remagne · Sainte-Marie-Chevigny · Saint-Pierre

Overige dorpen en gehuchten: Bernimont · Bonnerue · Bougnimont · Chenet · Flohimont · Jenneville · Lamouline · Laneuville · Neuvillers · Nimbermont · Ourt · Presseux · Renaumont · Rondu · Sberchamps · Séviscourt · Wideumont

Belgische gemeenten · Arrondissement Neufchâteau · Luxemburg · Wallonië